# Coptomia uniformis
Coptomia uniformis är en skalbaggsart som beskrevs av Waterhouse 1879. Coptomia uniformis ingår i släktet Coptomia och familjen Cetoniidae. Inga underarter finns listade i Catalogue of Life.